# Tyndareós
Tyndareós (řecky Τυνδάρεος latinsky Tyndareus) byl v řecké mytologii spartský král, syn krále Periéra (nebo Oibala) a Perseovy dcery Gorgofony.
Když ho jeho bratr Hippokoón vyhnal z rodné Sparty a vládl v ní sám se svými dvanácti syny, trávil Tyndareós mládí u aitólského krále Thestia a později se oženil s jeho dcerou Lédou. Když v boji s Héraklem padl Hippokoón a všichni jeho synové, vrátil se Tyndareós zpět do Sparty, kde se ujal vlády.
Tak jako mu prokázal pohostinnost král Thestios, učinil i Tyndareós: přijal ve Spartě Agamemnóna a Meneláa, syny mykénského krále Átrea, když byli na útěku od svého strýce Thyesta. Oba psanci se poté stali manžely jeho dvou dcer.
Pravděpodobně známější jsou jména jeho potomků, z toho vlastní s manželkou Lédou byli
- Kastór
- Klytaimnéstra - provdala se za Agamemnona, který znovu dobyl trůn v Mykénách

a ze spojení nejvyššího boha Dia a jeho milenky Lédy vzešli
- Polydeukés
- Helena - provdala se za Meneláa, který zdědil vládu nad Spartou po Tyndareovi

Oba bratři Kastór a Polydeukés se proslavili svými hrdinskými činy vždy společně, jsou známí jako Dioskúrové, říká se jim také Blíženci nebo Gemini.